# Alexander Neville
Alexander Neville (c. 1340–1392) foi um prelado inglês do final da Idade Média que serviu como arcebispo de Iorque de 1374 a 1388.

## Vida
Nascido por volta de 1340, Alexander Neville era o filho mais novo de Ralph Neville, 2.º Barão Neville de Raby e Alice de Audley. Era membro da família Neville, uma das famílias mais poderosas do norte da Inglaterra.
Sua primeira nomeação eclesiástica conhecida foi como cônego da Catedral de Iorque, mantendo o prebendário de Bole de 1361 a 1373. Tornou-se um requerente da arquideaconaria da Cornualha de 1361 até ser posta de lado em 1371, tornando-se, em vez disso, arcediago de Durham de cerca de 1371 a 1373. Foi nomeado arcebispo de Iorque em 3 ou 14 de abril de 1374 pelo Papa Gregório XI, tendo sido eleito pelo capítulo de Iorque em novembro de 1373 e recebendo o Consentimento Real em 1 de janeiro de 1374. Foi consagrado ao episcopado em Westminster em 4 de junho de 1374 e entronizado na Catedral de Iorque em 18 de dezembro de 1374.
No entanto, quando os Lordes Apelantes rebelaram-se contra o rei Ricardo II em 1386, foi acusado de traição e determinado a ser preso pelo resto da vida no Castelo de Rochester.
Neville fugiu, e o Papa Urbano VI, com pena de seu caso, o transferiu para a sé escocesa de St Andrews em 30 de abril de 1388. Contudo, nunca tomou posse da sé porque os escoceses reconheceram o papado de Avinhão com seu próprio candidato, Walter Trail.
Serviu como pároco em Lovaina pelo resto de sua vida, onde morreu em maio de 1392 e foi enterrado na Igreja das Carmelitas.